# Quintin Craufurd
Quintin Craufurd (Kilwinning, Escòcia, 22 de setembre de 1743 - 23 de novembre de 1819) fou un escriptor escocès. Quan era jove, va viatjar a l'Índia, on va entrar al servei de la Companyia Britànica de les Índies Orientals. Tornà a Europa abans que tingués 40 anys, havent fet una fortuna important. Anà a viure a París. Allà, va cultivar la literatura i l'art i col·leccionà una bona biblioteca i una col·lecció de pintures, monedes i altres objectes d'antiquari. Craufurd intimà amb la cort francesa, sobretot amb Maria Antonieta d'Àustria i fou una de les persones que patí la lluita de Varennes. Va escapar a Brussel·les, però el 1792 va tornar a París amb l'esperança de rescatar presoners reials. Va viure amb emigrats francesos fins a la Pau d'Amiens, que li va permetre tornar a París. A través de la influència de Talleyrand va poder romandre a París quan la Revolució Francesa fou renovada. Allà va morir el 1819.

## Obres
Són interessants les seves obres sobre l'Índia i sobre la Revolució Francesa, que va viure en primera persona. Entre d'altres, va escriure:
- Sketches, chiefly relating to the history, religion, learning and manners o the Hindoos: with a concise account of the present state of the native powers of Hindostan. London 1790.
- The history of the Bastile: with a concise account of the late revolution in France. To which is added, an appendix containing, among other particulars, an enquiry into the history of the prisoner with the mask. London 1790.
- Esquisses de l'histoire des Indiens. Dresden 1791.
- Histoire de la Bastille avec un appendice contenant entr' autres choses une discussion sur le prisonnier au masque de fer. Trad. sur la seconde éd. de l'original anglois. 1798.
- Essai historique sur le docteur Swift, et sur son influence dans le gouvernement de la Grande-Bretagne, depuis 1710, jusqu'à la mort de la reine Anne, en 1714: suivi de notices historiques sur plusieurs personnages d'Angleterre célèbres dans les affaires et les lettres. Paris 1808.
- Mémoires de Madame Du Hausset, femme de chambre de madame de Pompadour : avec des notes et des éclaircissemens historiques (1808).
- Notice sur Marie Antoinette (1809)
- Mélanges d'histoire, de litterature ..., tirés d'un Portefeuille. 1809
- Essai sur la littérature francaise, écrits pour l'usage d'une dame étrangére, compatriote. Paris 1815.
- On Pericles and the arts in Greece, previously to, and during the time he flourished: being a chapter of a manuscript essay on the history of Greece. London 1817.
- Researches concerning the Laws, Theology, Learning and Commerce of Ancient and Modern India (1817)
- Notice sur la duchesse de la Vallière, extraite du catalogue raisonné de la collection de portraits de M. Craufurd. Paris 1818.
- Notices sur Marie Stuart, reine d'Écosse et sur Marie-Antoinette, reine de France / extraites du catalogue raisonné de la collection de portraits de M. Craufurd. Paris 1819.
- ''Secret History of the King of France and his Escape from Paris (veröffentlicht 1885)

Catàleg de la seva col·lecció:
- Catalogue de tableaux, gouaches, miniatures ... et autres articles de haute curiosité, component le cabinet de feu M. Quintin Craufurd, dont la vente aura lieu le 20 novembre [1820] et jours suivans, etc. (Par MM. Delaroche et Chles. Paillet.) Paris 1820.